# Saint-Romain-Lachalm
 Saint-Romain-Lachalm  es una población y comuna francesa, situada en la región de Auvernia, departamento de Alto Loira, en el distrito de Yssingeaux y cantón de Saint-Didier-en-Velay.

## Demografía
| 833 | 758 | 644 | 640 | 693 | 831 |
| Para los censos de 1962 a 1999 la población legal corresponde a la población sin duplicidades (Fuente: INSEE [Consultar]) |     |     |     |     |     |